# 潮州 (大字)
潮州，是台灣屏東縣潮州鎮的一個傳統地域名稱，也是全鎮行政中心所在地，位於該鎮中部略偏西北。相較於今日行政區，其範圍大致包括三共里南端、潮州里不含西北端、同榮里不含西北端及西部中段一小塊地、新榮里東南端、永春里東北端、光華里不含西南端、富春里東部邊界地帶、光春里東北部邊界地帶、彭城里不含最南端、九塊里西北部邊界地帶偏北一小段、崙東里西部凸出部分的的西北端、三星里不含東南部凸出部分的東北部邊界地帶、泗林里西北部凸出部分的西北部及西部邊界地帶及西南端。
本地區境內主要聚落為潮州、北勢廍、內庄仔、溝仔墘、劉厝，設有潮州高中、潮州國小、光華國小。

## 歷史
台灣日治初期，潮州地區為一街庄，稱為「潮州庄」（舊制街庄），隸屬於港東上里。該庄西北與五魁藔庄為鄰，東北與萬巒庄為鄰，東與四林庄、崙仔頂庄為鄰，南邊為檨仔腳庄，西南邊為八老爺庄。
1901年（日治明治三十四年）11月11日，全台廢縣廳改設二十廳，該庄隸屬於阿猴廳。1904年（明治三十七年）4月15日，該庄編入「潮州區」，隸屬於阿猴廳。1905年（明治三十八年）4月1日，阿猴廳改稱「阿緱廳」。1909年（明治四十二年）10月25日，全台合併二十廳為十二廳，潮州區仍隸屬於阿緱廳。1920年（大正九年）10月1日，全台地方制度大改正，廢十二廳改設五州二廳，該庄改制為「潮州」大字，隸屬於高雄州潮州郡潮州街（新制街庄）。
戰後潮州街改制為潮州鎮，隸屬於高雄縣，大字亦改制為里。1950年（民國39年）10月1日，高、屏分治，潮州鎮改隸屬於屏東縣。
相較於今日行政區，本地區的範圍大致包括三共里南端、潮州里不含西北端、同榮里不含西北端及西部中段一小塊地、新榮里東南端、永春里東北端、光華里不含西南端、富春里東部邊界地帶、光春里東北部邊界地帶、彭城里不含最南端、九塊里西北部邊界地帶偏北一小段、崙東里西部凸出部分的的西北端、三星里不含東南部凸出部分的東北部邊界地帶、泗林里西北部凸出部分的西北部及西部邊界地帶及西南端。

## 聚落
本地區發展較早的聚落有潮州、北勢廍、內庄仔、溝仔墘、劉厝等，在日治期初期的官方地圖上已有記載。

## 交通
省道台1線又稱「縱貫公路」，是臺北至楓港的傳統平面幹道，以外環道形式經過本地區的東北部、東部及中南部。由該道路北行可前往萬巒鄉西南端、竹田鄉、內埔鄉、內埔鄉/竹田鄉交界地帶、竹田鄉/麟洛鄉交界地帶、麟洛鄉等地，南行可前往新埤鄉、南州鄉東端、佳冬鄉、枋寮鄉等地。
縣道185甲線是新吉至來義的道路，經過本地區中北部。由該道路西行可前往崁頂鄉北端、萬丹鄉東南端、新園鄉，並止於省道台27線路口；東行可前往萬巒鄉東南端，並止於縣道185號路口。
縣道187號是水門至東港的道路，經過本地區的北部邊界地帶及西北端。由該道路北行可前往萬巒鄉、內埔鄉，並止於隘寮地區水門聚落西郊的省道台24線暨縣道185號轉角路口；南行可前往崁頂鄉、東港鎮，並止於省道台17線路口。
鄉道屏77線是潮州至萬安的道路，其北側端點（起點）位於本地區西部略偏北的縣道187號路口。
鄉道屏85線是新北勢至潮州的道路，經過本地區的西部邊界地帶北側。該道路在本地區的路段與縣道185甲線共線。

## 學校
- 潮州高中
- 潮州國小
- 光華國小

## 公務機關
- 潮州鎮公所
- 屏東縣潮州戶政事務所
- 屏東縣政府警察局潮州分局暨光華派出所

## 廟宇
- 潮州福安宮（土地祠）
- 警察廟（三山國王廟）